# Neubau (Gefrees)
Neubau ist ein Gemeindeteil der Stadt Gefrees im Landkreis Bayreuth (Oberfranken, Bayern). Neubau liegt in der Gemarkung Streitau.

## Geografie
Die Einöde bildet mit dem südlich gelegenen Gewerbegebiet Streitau-Neubau eine geschlossene Siedlung. Diese liegt auf freier Flur, die unmittelbar westlich durch die Bundesautobahn 9 durchschnitten wird. Die Kreisstraße BT 7 führt die A 9 unterquerend nach Streitau (0,6 km nördlich) bzw. nach Böseneck zur Staatsstraße 2180 (1,6 km südlich). Ein Anliegerweg führt nach Petzet (0,4 km südöstlich).

## Geschichte
Neubau gehörte zur Realgemeinde Streitau. Gegen Ende des 18. Jahrhunderts bestand Neubau aus zwei Anwesen (1 Söldengut, 1 Tropfhaus). Die Hochgerichtsbarkeit stand dem bayreuthischen Stadtvogteiamt Gefrees zu. Das bayreuthische Verwaltungsamt Streitau war Grundherr der beiden Anwesen.
Von 1797 bis 1810 unterstand Neubau dem Justiz- und Kammeramt Gefrees. Infolge des Ersten Gemeindeedikts wurde Neubau dem 1812 gebildeten Steuerdistrikt Streitau und der zugleich entstandenen Ruralgemeinde Streitau zugewiesen. Im Zuge der Gebietsreform in Bayern wurde Neubau am 1. Mai 1978 nach Gefrees eingemeindet.

### Einwohnerentwicklung
| Jahr      | 001812 | 001819 | 001861 | 001871 | 001885 | 001900 | 001925 | 001950 | 001961 | 001970 | 001987 |
| Einwohner | 9      | *      | 15     | 17     | 17     | 14     | 11     | 4      | 2      | 5      | 3      |
| Häuser    | 1      |        |        |        | 1      | 1      | 1      | 1      | 1      |        | 1      |
| Quelle    | [ 6 ]  | [ 9 ]  | [ 10 ] | [ 11 ] | [ 12 ] | [ 13 ] | [ 14 ] | [ 15 ] | [ 16 ] | [ 17 ] | [ 1 ]  |

## Religion
Neubau ist nach St. Georg (Streitau) gepfarrt und evangelisch-lutherisch geprägt.